# Grattacieli di Bruxelles
La città di Bruxelles, in Belgio, possiede 20 grattacieli più alti di 99 metri. Con un'altezza di 171 metri, l'edificio più elevato della capitale belga è la Tour du Midi.

## Grattacieli più alti
| Pos. | Nome                         | Immagine | Altezza (m) | Piani | Anno | Note                              |
| ---- | ---------------------------- | -------- | ----------- | ----- | ---- | --------------------------------- |
| 1    | Tour du Midi                 |          | 171         | 38    | 1967 | - Grattacielo più alto del Belgio |
| 2    | Torre delle Finanze          |          | 145         | 36    | 1982 |                                   |
| 3    | Torre Premium                |          | 142         | 42    | 2014 |                                   |
| 4    | Torre Rogier                 |          | 137         | 38    | 2006 |                                   |
| 5    | Torre Silver                 |          | 137         | 32    | 2020 |                                   |
| 6    | Madou Plaza                  |          | 120         | 33    | 1965 |                                   |
| 7    | Torre Astro                  |          | 107         | 31    | 1976 |                                   |
| 8    | North Galaxy B               |          | 107         | 28    | 2004 |                                   |
| 9    | North Galaxy A               |          | 107         | 28    | 2004 |                                   |
| 10   | World Trade Center Tower III |          | 105         | 28    | 1983 |                                   |
| 11   | Palazzo di Giustizia         |          | 104         | -     | 1883 |                                   |
| 12   | Belgacom Tower II            |          | 102         | 32    | 1994 |                                   |
| 13   | Belgacom Tower I             |          | 102         | 32    | 1994 |                                   |
| 14   | World Trade Center Tower II  |          | 102         | 28    | 1976 |                                   |
| 15   | World Trade Center Tower I   |          | 102         | 28    | 1972 |                                   |
| 16   | Torre IT                     |          | 102         | 25    | 1971 |                                   |
| 17   | Manhattan Center             |          | 102         | 30    | 1973 |                                   |
| 18   | Brusilia                     |          | 100         | 36    | 1974 |                                   |
| 19   | Covent Garden Tower B        |          | 100         | 26    | 2007 |                                   |
| 20   | The Hotel                    |          | 99          | 30    | 1967 |                                   |